# Dactylanthus antarcticus
Dactylanthus antarcticus is een zeeanemonensoort uit de familie Preactiidae.
Dactylanthus antarcticus is voor het eerst wetenschappelijk beschreven door Clubb in 1908.